# Ninon de L'Enclos
Anne "Ninon" de l'Enclos, també escrit Ninon de Lenclos i Ninon de Lanclos (10 de novembre de 1620 – 17 d'octubre de 1705), va ser una escriptora francesa cortesana, lliurepensadora, i mecenes de les arts.

## Biografia
Anne de Lenclos nasqué a París, el seu sobrenom de "Ninon" li va donar el seu pare, que era un llibertí, ja de petita. L'any 1632 el seu pare fugí de França per haver partipat en un duel, i com que la mare de Ninon morí pocs anys més tard Ninon entrà en un convent durant un any.
Per a la resta de la seva vida ella decidí romandre soltera i independent.
Quan tornà a París esdevingué una persona popular en els salons francesos i la seva cambra un centre de discussió de literatura i altres arts. Va encoratjar el jove Molière i també a la mort de Ninon deixà diners, per a comprar llibres, a un nen de 9 anys que va passar a ser Voltaire.
Com a cortesana va tenir una sèrie d'amants poderosos, incloent el cosí del rei Great Condé, Gaston de Coligny, i François, duc de La Rochefoucauld. La vida d'ella i les seves opinions sobre la religió organitzada la conduïren a la presó al convent de Madelonnettes l'any 1656. Tanmateix, no gaire temps després la va visitar la reina Cristina de Suècia i va ser qui va escriure al cardenal Mazarino per alliberar-la.

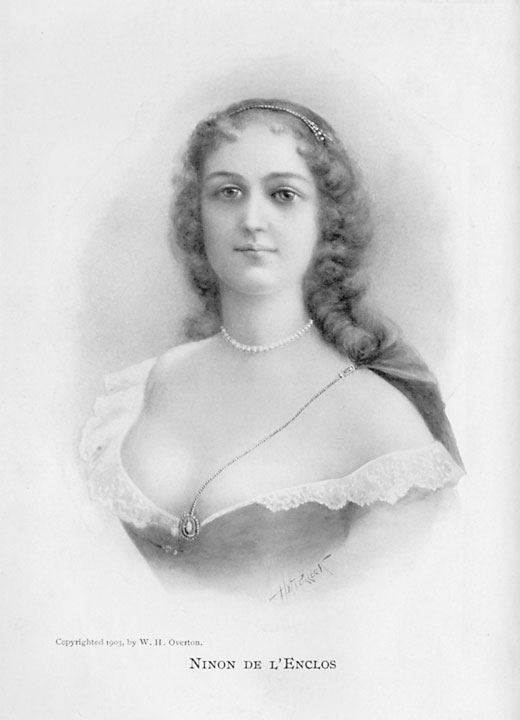
Retrat

A finals de la dècada de 1660 va deixar d'exercir de cortesana i es va concentrar més en els seus amics literats. Des de 1667, hostatjà els seus invitats a l'hôtel Sagonne. En aquell temps va ser amiga de Jean Racine. Més tard va ser amiga íntima de Françoise d'Aubigné, més coneguda sota el nom de Madame de Maintenon. Ninon morí als 84 com una dona molt acabalada i fins al final va estar convençuda de no tenir pas ànima

## Obres i repercussió
D'ella, n'hi ha un recull de cartes, algunes probablement són apòcrifes:
- Lettres de Ninon de L'Enclos au marquis de Sévigné, recollides per Damours, 1750, éditions Francois Joly.
- Lettres de Ninon de L'Enclos au marquis de Sévigné, recollides per Crébillon fils, édition François Joly, Amsterdam, 1750. Deux parties en un volume in-12, XII-184-200 pages (cada part precedida per un gravat de Fessard). De fet, la primera edició d'aquestes cartes, l'ha atribuí, falsament, Gay a Damours, però Tchemerzine les restituí a Crébillon fill. Vegeu Gay II, 828. Tchemerzine IV, 197.
- Bibliothèque épistolaire, ou choix des plus belles lettres des femmes les plus célèbres du siècle de Louis XIV. Lettres de Ninon de l'Enclos, de Mme de Maintenon, des Ursins, de Caylus, etc., recollides per A. Delanoue.
- El 1659, dins La Coquette vengée (obra d'atribució dubtosa), ella respon a diversos atacs que li van fer.

Molière li demanarà consells per a la seva obra teatral Tartuffe.
S'han fet diverses obres de teatre sobre ella:
- Ninon de l'Enclos, comédie historique en un acte, mêlée de vaudevilles per Charles Henrion, Armand Henri Ragueneau de la Chainaye. Éditeur Mad. Cavanagh, Paris, An XII [i. e. 1804].
- El científic Huyghens, que va ser un dels seus amants, va fer versos dedicats a ella:

Elle a cinq instruments dont je suis amoureux:
Les deux premiers, ses mains; les deux autres, ses yeux;
Pour le plus beau de tous, le cinquième qui reste,
Il faut être fringant et leste.
- Eugène de Mirecourt va escriure el 1857 una novel·la titulada Mémoires de Ninon de Lenclos.

- Ella és una de les heroïnes amb Marion Delorme del film en vers Cyrano et d'Artagnan d'Abel Gance.

- El dibuixant de còmics Patrick Cothias en va fer un personatge recurrent.

- El compositor Louis Maingueneau (1884-1950), a una de les seves òperes, hi posà el títol Ninon de Lenclos.

- Jean-Pierre Vibert va donar a una de les seves roses el nom de Ninon Lenclos.[3]